# Supercopa de España de Baloncesto 2013
La Supercopa de España de Baloncesto 2013 fue la 10.ª edición del torneo desde que está organizada por la ACB y la 14.ª desde su fundación. También se le llama la Supercopa Endesa por motivos de esponsorización.
Se disputó en el Fernando Buesa Arena de Vitoria entre el 4 y el 5 de octubre de 2013.

## Equipos participantes
Los equipos participantes fueron conocidos oficialmente el 21 de junio de 2013.
| Equipo         | Clasificación              | Participación |
| -------------- | -------------------------- | ------------- |
| Laboral Kutxa  | Anfitrión                  | 9º            |
| Real Madrid    | Campeón de la Liga Endesa  | 11º           |
| F.C. Barcelona | Campeón de la Copa del Rey | 10º           |
| Bilbao Basket  | Subcampeón de la Eurocup   | 3º            |

## Semifinales
| 4 de octubre de 2013 19:00 (CEST) | Real Madrid                                             | 100–61               | Bilbao Basket                             | |  |
|                                   | Parciales: 25–24, 28–11, 20–16, 27–10                   |                      |                                           | |  |
|                                   | Estadísticas Carroll, Mirotić 18 Mirotić 7 Rodríguez 12 | Reporte Pts Reb Asts | Estadísticas 16 Mumbrú 8 Hervelle 3 López | Pabellón: Fernando Buesa Arena, Vitoria Asistencia: 7.523 espectadores Árbitros: Martín Bertrán, Pérez Pérez, Cortés Televisión: La 1 |  |

| 4 de octubre de 2013 21:30 (CEST) | Laboral Kutxa                                      | 73–98                | F.C. Barcelona                                                 | |  |
|                                   | Parciales: 25–27, 13–27, 13–22, 22–22              |                      |                                                                | |  |
|                                   | Estadísticas Nocioni 12 Pleiss 10 Heurtel, Hodge 3 | Reporte Pts Reb Asts | Estadísticas 22 Nachbar 4 Dorsey, Huertas, Papanikolaou 6 Sada | Pabellón: Fernando Buesa Arena, Vitoria Asistencia: 9.584 espectadores Árbitros: Conde, Jiménez, Calatrava Televisión: FORTA |  |

## Final
| 5 de octubre de 2013 19:00 (CEST) | F.C. Barcelona                                   | 79–83                | Real Madrid                                            | |  |
|                                   | Parciales: 21–29, 23–17, 12–17, 23–20            |                      |                                                        | |  |
|                                   | Estadísticas Tomić 21 Dorsey, Tomić 8 Huertas 10 | Reporte Pts Reb Asts | Estadísticas 20 Mirotić 7 Fernández 2 Fernández, Llull | Pabellón: Fernando Buesa Arena, Vitoria Asistencia: 8.217 espectadores Árbitros: Conde, Jiménez, Cortés Televisión: La 1 |  |